# Tratado de Southampton (1625)
El tratado de Southampton, firmado el 17 de septiembre de 1625, estableció una alianza militar entre el reino de Inglaterra y las Provincias Unidas de los Países Bajos, concebida principalmente para sus hostilidades contra España.

## Contexto
Muerto Jacobo I, rey de Inglaterra, Escocia e Irlanda, en marzo de 1625, su heredero Carlos I aceleró sus planes de guerra contra España, movido por el rencor de su frustrada boda con la infanta María Ana de España y por la intención de restituir en su trono del Palatinado a su cuñado y hermana, Federico V e Isabel Estuardo, depuestos durante la guerra de los Treinta Años gracias a los apoyos españoles.
Las Provincias Unidas de los Países Bajos mantenían contra España una guerra que se prolongaba desde 1568, la guerra de Flandes, en la que los holandeses luchaban por conseguir su independencia del Imperio español. Ya anteriormente, en el transcurso de esta guerra, Inglaterra y las Provincias Unidas habían mantenido alianzas militares contra España: en junio del año anterior ambos firmaron el tratado de Londres, y en agosto de 1625 un nuevo tratado para participar conjuntamente en el ataque a Cádiz.

## El tratado
Unidos por el interés común de sus rivalidades con España, ambos países se comprometieron a participar conjuntamente en operaciones militares, especialmente navales, ofensivas y defensivas. Según los términos del acuerdo, en las operaciones conjuntas debería haber un barco holandés por cada cuatro ingleses; la quinta parte del botín, si lo hubiera, correspondería a los holandeses; los puertos flamencos bajo dominio español serían bloqueados por la flota holandesa, mientras que la flota inglesa haría lo propio con los puertos españoles en la península ibérica (en esta fecha España y Portugal formaban una unión personal).
El tratado de Southampton está considerado el primer tratado internacional en el que se regula el transporte de mercancías de contrabando; en él se autoriza a aprehender la carga de cualquier navío que transportase armas o suministros susceptibles de uso militar con destino a España.

## Consecuencias
La firma del tratado permitía la participación conjunta de ambos países en la expedición de Cádiz de noviembre de 1625, en la que una escuadra anglo-holandesa al mando de Sir Edward Cecil atacaría la ciudad, con el objetivo de apoderarse de la flota de Indias. La expedición resultó infructuosa, terminando con la retirada de los atacantes.
La colaboración militar anglo-holandesa continuó hasta 1630, año en el que Inglaterra y España pondrían fin a sus disputas mediante el tratado de Madrid, en el que Inglaterra se comprometía a retirar su apoyo a las Provincias Unidas.